# یواس‌اس یانتیک (آی‌ایکس-۳۲)
یواس‌اس یانتیک (آی‌ایکس-۳۲) (به انگلیسی: USS Yantic (IX-32)) یک کشتی بود که طول آن ۱۷۹ فوت (۵۵ متر) بود. این کشتی در سال ۱۸۶۴ ساخته شد.